# ルパン三世 GREEN vs RED
『ルパン三世 GREEN vs RED』（ルパンさんせい グリーン バーサス レッド）は、モンキー・パンチ原作のアニメ『ルパン三世』のOVA第3作。

## 概要
ルパン三世生誕40周年記念作品として2008年4月2日に発売された。発売に先駆け、全国6箇所の「TOHOシネマズ」において、3月に一回限りの上映会も行われた。
非常に試験的、思想的な傾向の強い作品となっており、ストーリー進行における時間軸の分散・結果の曖昧化などでストーリーの読解が難しくなっている。また反核、現代の若者の価値観などと言った思想的な主張が随所に見られて独特の癖の強さが売りとなっている。過去に劇場版で計画されながら諸事情で頓挫した「押井版ルパン三世」の再解釈作品と見る向きもあり、事実ストーリーには原爆やルパンの存在を問う等の共通項が見られる。
シリーズ初の画面比率16:9の完全ハイビジョン制作。
本作品ではスポンサーとしてマクドナルドとフィアットグループオートモービルズジャパン（現:FCAジャパン）が協賛しており、前者は店舗やメニューが実名で登場し、後者も製作当時国内発表されたばかりの3代目フィアット・500等が登場している。

## あらすじ
今日も世界中で活動をするルパン三世。しかし、それはほとんどが違う格好、違う顔、違うジャケットを着ていた。何十人のルパンを海を越えて捜査していた銭形は、それはすべて偽者だと感づいていた…。いったい本物は何処に?
そして、ついに万引きをする劣化版ルパンまで現れた。そのニュースに驚愕し、東京に集結したルパンたちは、銭形による集団検挙を喰らう。どういうわけかその検挙を逃れたのは、劣化版ルパンと彼を助けた兄貴分のルパンの二人だけであった。だがその兄貴分も、ルパンを続けることに限界を感じて去ってしまう。
同じ東京の寂れた街。東京・中野で夢も希望も無く、ただ毎日を漠然と過ごすしかなくラーメン屋「グリーン軒」のアルバイトで生計を立てていた青年「ヤスオ」。過去に素行不良で養護施設に預けられ、自身の劣等感と周囲との対比から「ヤスオ」であることに自信を無くしていた。その中、彼はグリーン軒に残された緑のジャケットと、得意のスリにより手に入れたワルサーP38を使い、峰不二子の支援を受けながらルパン三世として活動している。しかしヤスオの恋人である東洋テレビの記者・ユキコにも愛想をつかされつつある。またユキコは世間を騒がせるルパン三世事件の報道を担当し、取材を行っていた。
時を同じくして世紀の大泥棒、ルパン三世は世界中で盗みを繰り返していた。しかし顔も手口も異なり、更に偽物である模倣犯のルパンが出没しては逮捕され世間を騒がせる中、ルパン三世の実像は不確かな物とされていた。そんな中、ねじ工場の息子「タカシ」扮するルパンが万引きで逮捕された。世界中のルパンはこの報道を目にして東京に集結してタカシを捕まえて尋問するも、隙を見てタカシはヤスオと共に脱出し、数多居たルパンらは逮捕される。
ローガン率いるアメリカの軍産複合体は、日本の民間軍事会社「ナイトホークス」と共にきわめて大粒のダイヤモンド「アイスキューブ」を保有し、ナイトホークス本社にて非常に厳重な警備の下、保管していた。ローガンは妻と共にプライベートジェットで東京へ移動していたが、最中にヤスオ扮するルパンからアイスキューブの怪盗予告を受ける。動揺したローガンは日下部に連絡をするが、裏切られて飛行機ごと爆破されてしまう。妻の手助けで1人脱出したローガンは気を失うも、ヤスオに助けられる。その際にローガンの脳内から記憶を抽出し、アイスキューブに関するデータを移し替えた。その後、中央区・勝どき橋で次元大介に扮する赤いジャケットを着た"本物の"ルパン三世と不意に対峙する。本物と偽物、その対決の最中、ナイトホークスからローガンの乗った車が爆撃され、ヤスオもろとも吹き飛ばされてしまう。
銭形はナイトホークス本社ビルへ向かい、日下部へアイスキューブの正体を問いただしていた。そうして日下部からアイスキューブのある保管庫へ案内される。ヤスオは不二子に助けられ、アイスキューブを盗み出すことに決める。銭形、日下部とその護衛の前で厳重な金庫が開かれてアイスキューブが露になった時、ヤスオはアイスキューブの入りのケースを盗み出した。しかし、勝どき橋で対峙した際にヤスオからアイスキューブに関するデータを手に入れたルパンも、ナイトホークスへ突入し、金庫前でヤスオと対峙する。その際、日下部からアイスキューブの正体が核兵器に使用する「合成プルトニウム」であることを告げられる。
次元が乗った飛行船とナイトホークス本社は戦闘ヘリに乗った偽ルパンに爆撃されるも、戦闘ヘリ内に拘束されていた五エ門と共に脱出し事なきを得る。銭形と対峙するヤスオは、報道ヘリコプターに乗ったユキコに見つかるも、ルパンおよびタカシ扮するルパンが乗った巨大ロボットからの手助けを受けて脱出する。その後、ローガンから500億円で提供されたアイスキューブが偽物であったことが発覚しナイトホークス社は捜査を受け、ルパンは銭形に逮捕されるも脱獄する。
その後、ヤスオ・ルパンの双方は、タカシが作成した偽の招待状を受け取り、中野サンプラザの屋上で対峙する。その際にルパンは敗れるも、一命を取り留め銭形が乗った救急車の中で目覚める。
時が過ぎ、ユキコは姿を暗ましたヤスオとの思い出を反芻し、ヤスオのアパートで暮らしていた。その後、ヤスオに会う決心をしてグリーン軒に向かうも、そこにヤスオは居なかった。ヤスオは、過去にユキコの母から受けていた言葉を胸に、"新たなルパン"として活躍するのであった。

## ゲストキャラクター
ヤスオ / 緑ルパン
声 - 片桐仁（ラーメンズ）
この作品の実質的な主人公。定職につかず、東京の寂れたラーメン屋でアルバイトをしてアパートで暮らすごく普通の青年。
夢も希望も無く、ただ毎日を生きていたが、スリルを求めてスリを始めるようになった。
ある日、ルパン三世の使用する銃と同じワルサーP38をすってしまい、それをきっかけに店内に残されていた緑ジャケットを着込んでルパンとして本物の次元と行動を共にするようになり、そしてついに本物の座を賭けて赤ルパンと対決する。
ユキコ
声 - 平野綾
ヤスオの恋人。TVレポーターが職業で、ルパンの追跡取材を行っている。
定職に就かないヤスオに苛立ちながらも、ヤスオとの結婚も真剣に考えていたが、偽ルパンの一人として暗躍するヤスオとの距離は離れていく。
ルパンの追跡取材を続ける中、偶然偽ルパンと本物が出会って戦う現場に遭遇する。
ルパン A
声 - 酒井相一郎
偽ルパンの一人。
万引きで捕まったルパンKを救出するも、他の大勢の偽ルパン達に捕まってしまう。
彼らや警察からは逃れることに成功したものの、自分達の行いは結局本物のルパンへの侮辱でしかない事や、本物のルパンに遠く及ばない自らの器の小ささを実感した結果、ルパンであり続けることを諦め、ルパンKと別れて実家のネジ工場に戻った。本名は｢タカシ｣。
ルパン K
声 - 粟野史浩
偽ルパンの一人。
コンビニで650円の万引きをして逮捕されて、これが世界中の偽ルパンに知れ渡るところとなり、東京に集結した彼らに捕まり説教される。その後、ルパンA とともにルパン達の元と警察の包囲網から脱出、別れた後に祖父が経営する鉄工場に戻る。
が、ルパンAとはちがってそこでは終わらず、祖父が建造していた巨大ロボットで緑ルパンを救出する。二度までも敗れて意気消沈する緑ルパンのために偽の挑戦状を作り、ルパン同士の三度目の対決を実現させるなど意外なアシストぶりを見せる。
なお、逃走後は髪型をアフロヘアーに変えている。
エンディングイラストでは巨大ロボを駆って三上刑事と対決しており、「ルパンにはなれなかったが、別の『誰か』に、別な一人前の男になった」ことが暗示されている。
偽ルパン
声 - 栗田貫一
大勢の偽ルパンが劇中に登場する。
日下部晋三
声 - 福田信昭
民間軍事会社「ナイト・ホークス」の社長。
自社の金庫にアイスキューブを隠し、国家の安全と平和のためには陰謀を知る者や邪魔者はすべて排除する冷酷な男。長崎弁を使い、片山同様被爆者であることが暗示されている。
片山正造
声 - 宝亀克寿
1945年8月1日生まれ。警視庁のルパン三世特別対策本部指揮官。
5つ上の銭形の事を「銭さん」と呼ぶ。
誕生直後に長崎で被爆し原爆症を患い、入退院を繰り返している。
三上警部
声 - 藤真秀
片山の部下。片山が不在の時は代わって指揮を執る。
紅屋の主人
声 - 麦人
古本屋の店長。ヤスオが働いているグリーン軒によく出入りしている不思議な老人。
何故か注文したラーメンを食べず、気づいたときには代金を置いて去っている。
ヤスオの着る緑のジャケットは彼の忘れ物。
本物のルパンの事を詳しく知っており、ユキコにルパンについての取材を受ける。

## 声の出演
- ルパン三世 - 栗田貫一
- 次元大介 - 小林清志
- 石川五ェ門 - 井上真樹夫
- 峰不二子 - 増山江威子
- 銭形警部 - 納谷悟朗
- ヤスオ - 片桐仁
- ユキコ - 平野綾
- 片山刑事 - 宝亀克寿
- 三上刑事 - 藤真秀
- 日下部 - 福田信昭
- 警視総監 - 島香裕
- 店長 - 清川元夢
- 紅屋 - 麦人
- オヤジ - 緒方賢一
- 研ぎ師 - 田口昂
- ローガン - ジョシュ・ケラー
- ローガンの子供 - アダム・ジャーニュ
- ルパンA - 酒井相一郎
- ルパンK - 粟野史浩
- 刑事 - 今大輔
- 傭兵 - 雨宮弘樹
- ユキコの母 - 久保田民絵
- ヤマナカさん - 峰あつ子
- サラリーマンA - 田島裕也
- サラリーマンB - 三浦潤也
- バイト君 - 伊牟田大
- ラジオの声 - 安斉一博
- 美女A - 田代有紀
- 美女B - 赤池裕美子
- DJ - 武田華
- 少年A - 新井海人
- 少年B - 田中雄士
- 少年C - 大隈祐輝

## スタッフ
- 原作 - モンキー・パンチ
- 監督・絵コンテ・演出 - 宮繁之
- 企画 - 松元理人、三浦姫、平山博志
- プロデューサー - 浄園祐、植野浩之、植田泰生
- 脚本 - 大川俊道
- 音楽 - 大野雄二
- 音楽監督 - 鈴木清司
- 音響監督 - 加藤敏
- 音響制作 - 東北新社
- 音響効果 - 倉橋静男、山谷尚人（サウンドボックス）
- 音楽プロデューサー - 山田慎也、澤藤弘一、松尾康治
- 録音技術 - 室克彦
- 録音スタジオ - アオイスタジオ
- キャラクターデザイン･総作画監督 - 西村貴世
- メカニックデザイン作画 - 水村良男、村松尚雄、石本英治
- メカニックデザイン - 水村良男
- ロボットデザイン原案 - さとうけいいち
- 作画監督 - ナカタケマナブ、平山智
- 作画監督補佐 - 相馬満
- 美術監督 - 明石聖子
- 色彩設定 - 西香代子
- CGデザイン - 石原由梨
- 撮影監督 - 宮川佳和
- 編集 - 佐野由里子
- 編集スタジオ - トムス・フォト
- スポンサー - フィアットグループ　オートモビルズジャパン、日本マクドナルド
- 取材協力 - 揚子江
- 企画協力 - 加藤州平、ルパン三世GREENvsRED製作委員会
- 宣伝広告 - 山田洋二、大森遙
- WEB担当 - 佐々木孝博
- 主題歌 - 「炎のたからもの」（アレンジバージョン）
  - 作詞 - 橋本淳 / 作曲・編曲 - 大野雄二 / 唄 - 今井美樹
- 製作 - トムス・エンタテインメント、日本テレビ、VAP

## 関連作品
『名探偵コナン』
主人公の江戸川コナンとヒロインの毛利蘭らしきキャラクターが、モブに紛れて一瞬登場している。

### 他のルパン三世作品
アジト内のポスター
アジト内に『ルパン三世 カリオストロの城』のポスターが貼られている。
R-33のナンバープレート
『カリオストロの城』など、多くの作品で用いられたナンバープレート。様々な場所に登場する。
幸運のブローチ
『ルパン三世 1$マネーウォーズ』でのターゲット。ルパンの一人が盗んでくる。
ヤスオ・ユキコ
重要登場人物として登場するヤスオ及びその彼女のユキコの名前は、『TV第1シリーズ』でルパン、不二子の声優を務めた山田康雄と二階堂有希子に符合する。
片山正造
片山の銭形に対する「銭さん」という呼び方は、原作漫画版の銭形に対するルパン一味の呼び方である。
ルパン三世のテーマ
本作では、TVスペシャルで使用されていた楽曲が随所に使用されている。
- ルパン三世のテーマ'89（THEME FROM LUPIN III '89）
- ルパン三世のテーマ'97（THEME FROM LUPIN III '97)
- ルパン三世のテーマ'78（2002 Version)

フィアット
本作では、「中野71 10-24」「中野77 10-03」「中野89 04-01」の3つのナンバーのフィアットが登場する。これはそれぞれ、『TV第1シリーズ』、『TV第2シリーズ』の放送開始日、並びにTVスペシャル第1作『ルパン三世 バイバイ・リバティー・危機一発!』の放送日と符合している。なお、色違いで同じナンバーの車や、77が78になっている車も登場する。また3代目フィアット・500の記者発表では、その中で赤いジャケットのルパンが、3代目に乗る予告編が放送された。

## 商品内容
すべて2008年4月2日に同時発売。発売元は「ルパン三世 GREEN vs RED製作委員会」。販売元はバップ。
DVD通常版
音楽CD付き。
DVD限定版
特典映像ディスクとルパン三世フィギュア付き。
Blu-ray版
2010年9月15日に発売された。